# موروتسوکا، میازاکی
موروتسوکا، میازاکی (به لاتین: Morotsuka, Miyazaki) یک منطقهٔ مسکونی در ژاپن است که در Higashiusuki District واقع شده‌است. موروتسوکا  ۲٬۲۰۲ نفر جمعیت دارد.